# Oranjeville
Oranjeville este un oraș din Africa de Sud.